# 자유 가자 운동

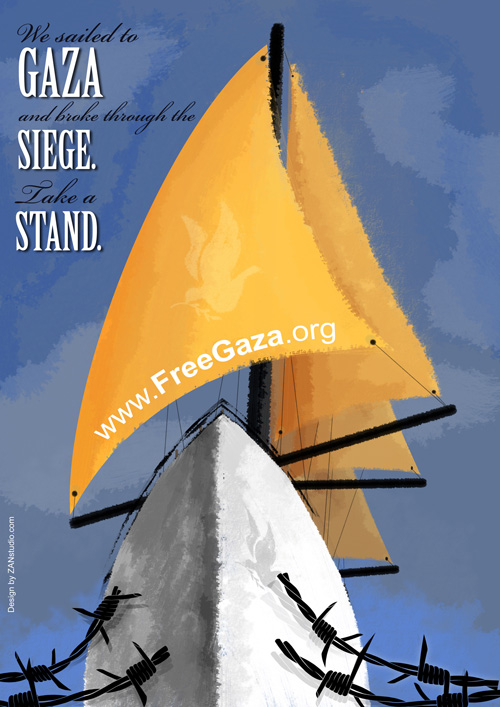
자유 가자 운동 로고

자유 가자 운동(영어: Free Gaza Movement)은 2007년 6월부터 시작된 이스라엘에 의한 가자 지구 봉쇄에 대항해서 2008년 8월에 첫 구호선 운항을 시작하여, 41년 만에 처음으로 가자 항구에 국제선을 입항시킨 옛 팔레스타인 인권기구와 활동가들의 연합 단체이다.

1984년 노벨 평화상을 받은 데스몬드 투투 대주교와 미국의 노엄 촘스키 교수 등을 포함한 70여명 이상의 후원자로 발족된 이 자유 가자 운동은 가자 지구에 대한 실상을 알리고 봉쇄를 풀고자 노력하고 있다.

## 목적
가자 지구의 감옥과 같이 봉쇄된 환경에 대한 국제적인 관심을 환기시켜, 국제사회에서 이스라엘 점령지역에 대한 지원을 종식시키고 그 정책을 재고하도록 희망한다.

이스라엘은 2007년 6월 팔레스타인 하마스가 가자 지구를 장악하자 이웃국가 이집트와 함께 가자 지구를 봉쇄했다. 이 때문에 가자 지구 사람들은 식수 같은 생필품이 모자라 심한 고통을 겪었고, 유엔을 비롯한 국제사회는 봉쇄 철회를 요구해 왔다.
특히 가자 지구에 대한 이스라엘의 봉쇄 조치에 따라 읽을 권리를 요구하면서 책 보내기 운동을 전개하고 있다.
| “ | 교육은 권리다. 지금까지 역사를 통틀어 보면 사회는 억압의 무기로 교육을 제한해왔다. 우리는 이스라엘이 우리 학생들의 교육에 대한 열망을 가로막는 것을 거부한다. 우리는 우리 인민의 거대한 자원에 대한 억압을 끊고자 자유 가자를 포함한 모든 이와 같이 일하기를 환영한다. | ” |
|   | — 하이다 에이드 박사 , 《알 아크사 대학교》 |   |

자유 가자 운동에 동참하는 기구로는 국제 연대 운동

도 있다.
적극 참여하고 있는 활동가로는 제프 할프, 헤디 엡스타인, 로렌 부스 및 기독교인, 유대인 및 이슬람 단체 등 다양하며, 핵심 그룹은 2010년 6월 현재 약 200여명 정도로 알려져 있다.
정부를 제외한 전 세계 시민으로부터 자발적인 후원을 받아 기금을 충당하며, 말레이시아 페르다나 세계 평화 기구로부터 받은 30만 유로가 가장 큰 규모로 알려졌다.
자유 가자 운동이 유태인의 나라에 위협을 가하고 있다고 이스라엘 정보국은 평가한다.

## 항해기록

### 첫 번째 - 역사적인 첫 항해
- 2008년 8월 23일 ~ 29일

17개국에서 온 44명의 승객을 태웠다. 그 가운데는 가자의 칸 유니스에서 태어나서 자랐으나 영국 세필드에 살고 있는 팔레스타인 인권 보호 활동가인 무셔 엘파라도 있었다.
| “ | 내 인생 중 처음으로, 굴욕감을 느끼지 않고, 이스라엘의 허락을 받지 않고 가자에 왔다. 우리는 해냈다. 우리는 마침내 해냈다. 그리고 이제 다른 이들도 우리와 합쳐 잘 해나가야 한다. | ” |

### 두 번째 - 억압을 뚫고 두 번째
- 2008년 10월 28일

12개국에서 온 27명의 승객이 가자로 항해했다. 그 중에는 팔레스타인 의원인 무스타파 바후티, 노벨 수상자인 마이리드 맥과이어도 있었다.
| “ | 이 두 번째 억압을 뚫는 일의 의미는 사실 무척 많다. 두 달 만에 두 번씩이나 사람들이 이스라엘의 허락없이 가자에 올수 있었다. 이것은 가자는 곧 자유가 올 것이다는 것을 뜻한다. | ” |
|   | — 피다 키시타, 가자 인권 활동가 |   |

### 세 번째 – 의회 파견단
- 2008년 11월 8일 ~ 11일

11명의 전 현직 유럽의회 의원 을 포함한 24명의 승객이 의료약품을 싣고 가자로 항해했다.
| “ | 우리가 이렇게 요긴한 의료품을 배달할 수 있게 되어 무척 고맙다. 하지만, 불행한 진실은 이런 물품들은 오직 상징적 의미일 뿐이라는 것이다. 억압을 여기서 앞으로 영원히 끝내지 못한다면, 순진한 민중은 계속해서 불필요한 고통을 겪고 죽을 수 밖에 없을 것이다. | ” |
|   | — 아라파트 소쿠리 박사 |   |

### 네 번째 – '학생' 대표단
- 2008년 12월 8일 ~ 11일

마잌 쿠시맨 교수와 팔레스타인 대학교 영국협의체(BRICUP)의 조나손 로젠헤드 교수 그리고 이스라엘의 회유를 거부한 11개 대학교 학생들이 가자로 여행했다.
| “ | 이 억압은 인문학적 자유와 인권을 어떻게 해석하더라도 모욕이다. 어찌해서 젊은이들이 잠재력을 발휘하여 자기 공동체에 헌신하는 법을 배우고자 하는 열망을 막는 일이 정당화 될 수 있단 말인가? | ” |
|   | — 마잌 쿠시맨, 조나손 로젠헤드 |   |

### 다섯 번째 -카타르대표단
- 2008년 12월 19일

자유 가자 운동은 이번에는 카타르 이드 자선단체로부터 두 명의 사절단과 함께 다시 가자로 돌아갔다. 이 역사적인 항해로 카타르가 가자 억압을 뚫은 첫 아랍국가가 되었다.
| “ | 이것은 단지 시작일 뿐이다…     | ” |
|   | — 알즈 알카타니, 카타르 사절단 |   |

### 여섯 번째 – 위엄있는 돌진
- 2008년 12월 29일 ~ 30일

2008년 12월 말에 있었던 가자지구에 대한 이스라엘의 대량학살에 응대하여, 자유 가자 운동은 억류된 가자에 비상 파견단을 보냈다. 의료 용품 3톤 이상, 외과의사 3명, 키프로스 의원인 엘레나 데오하루스 박사 및 전직 미 상원의원이자 녹색당 총재 경선자인 신시아 맥키니도 함께 배를 탔다.
이스라엘 해군은 배로 세 번이나 돌진했으며, 거의 가라앉을 뻔 하였다.
| “ | 포함은 예고도 없었다. 그들은 어둠속에서 갑자기 나타나 화염을 방사했고, 우리 얼굴에 엄청난 불빛을 비추었다…. 그들은 세 번이나 우리에게 미친 듯 돌진해와서, 배 측면에 강하게 부딪혔다. 배에는 물이 차기 시작했고, 몇 분만에 우리 모두는 죽음의 공포에 떨어야 했다. | ” |
|   | — 카오임헤 버털리에 , 가자 자유 운동 부 진행자 |   |

### 일곱 번째 – 인류애 정신
- 2009년 1월 12일 ~ 15일

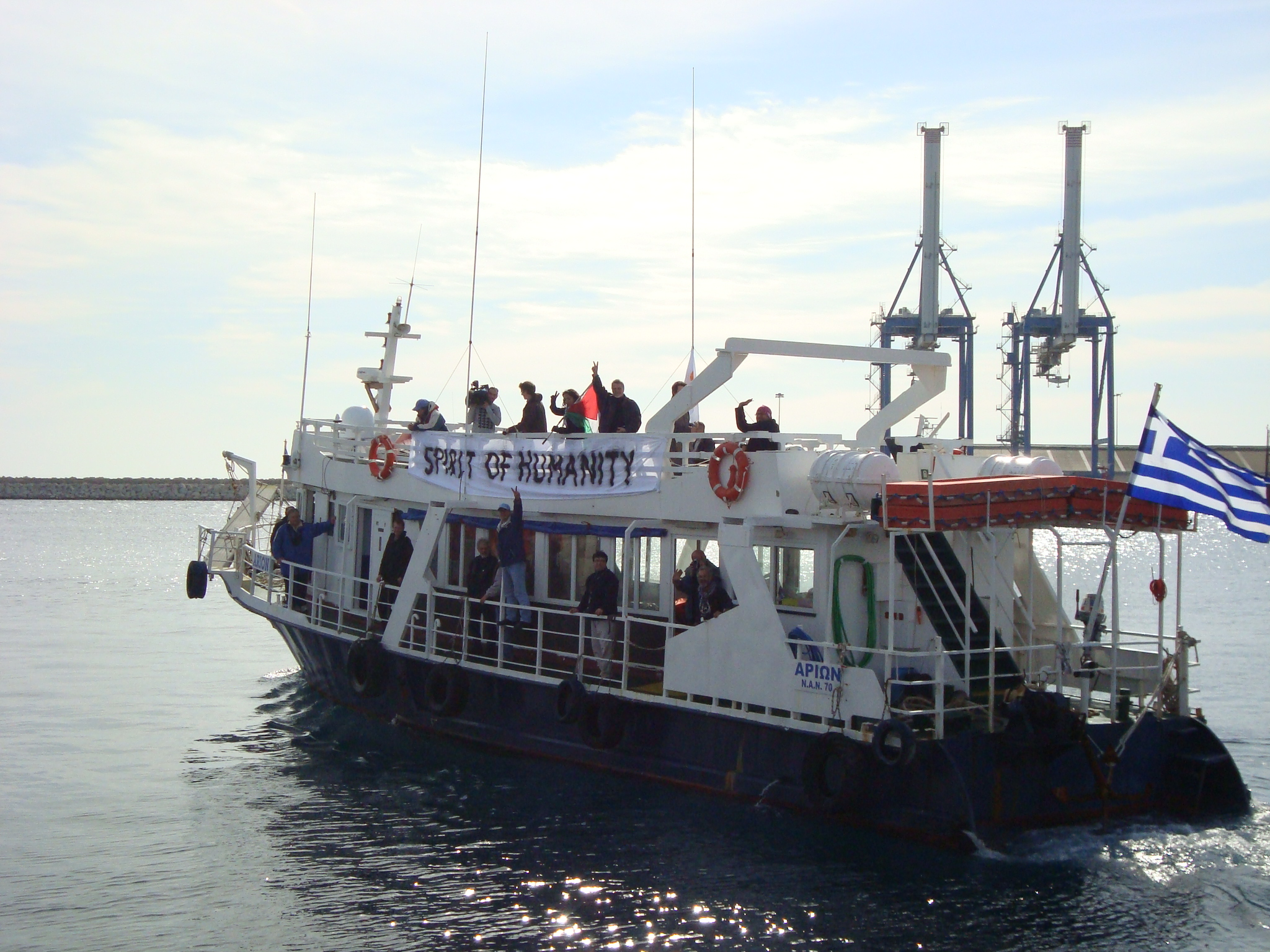
인류애 정신

자유 가자 운동은 위엄있는 돌진에 바로 이어, 새 배 – 인류애 정신을 마련했다. 억류된 가자를 위한 또 다른 임시 계획을 시도했다. 그 배에는 17개 나라를 대표하는 36명의 승객과 선원이 탔다.
| “ | 우리는 가만히 앉아서 이스라엘이 살육을 멈추기를 기다리고 있을 수 만은 없다… 그와 같은 잔학행위를 못하도록 하는 일에 각 나라와 국제 기구들이 책임감을 가지고 무력화 시키려면, 우리 – 세계 시민 – 은 행동해야만 한다. 우리가 가진 보통 인류애 그것이야 말로 최소한의 요구이다. | ” |
|   | — 후와이다 아라프 , 대표단의 수석 |   |

### 여덟 번째 –이스라엘이 납치하다
- 2009년 6월 29일 ~ 7월 7일

6월 29일 인류애 정신은 가자 해안을 향한 여행을 또다시 시작했다. 배에는 11개국에서 모인 21명의 언론인과 인권 운동가들이 타고 있었는데, 그 중에는 노벨 평화상 수상자인 메어리드 코리건과 대통령 경선자였던 신시아 맥킨니 전직 미 상원의원도 있었다. 거기에 의약품 3톤, 크레용, 장난감, 올리브 나무 20그루, 시멘트 및 이스라엘의 12월/1월 대학살 시 파괴된 20 가구에 전력을 공급할 수 있는 구리선 등 가자 지구에 전하는 상징적인 선물들을 함께 싣고 있었다.
6월 30일 이른 아침에는 이스라엘 해군이 배를 돌리지 않으면 발포한다고 선원과 승객을 위협하기 시작했다. 그로부터 12시간을 추격하면서 위협한 후에 이스라엘 해군은 기습하고 배를 이스라엘로 납치한 후 승객 21명을 7월 3일 ~ 7일간 강제 이송할 때까지 억류했다.
이스라엘의 강경대응과 폭력적인 충돌은 전 세계에 가자 위기에 대한 경각심을 일깨우는데 도움을 주었다. '인류애 정신' 피랍 사건을 주제로 한 4만 건 이상의 뉴스, 수필, 블로그, 경고 행동과 라디오나 텔레비전 프로가 있었다.
이스라엘과 외교 관계도 없고 이스라엘 정부의 정통성을 인정하지도 않음에도 불구하고, 바레인 왕은 개인자격으로 적극적으로 나서서 이스라엘로 하여금 '인류애' 정신에서 납치된 5명의 바레인 억류자를 풀어주도록 중재했다. 아랍 연방 사무총장은 성명서를 발표했다.
그리스 정부는 가자 자유 운동을 위해 이스라엘과 공식적으로 중재에 나섰다. 전직 아일랜드 외무장관인 미칠 마틴은 즉시 억류자들을 석방하고 이스라엘의 가자 장벽에 대한 고집을 끝내야 한다고 성명서를 발표했다.
UN의 가자 점령 지구에 대한 인권 특별 보고자 리첼 폭은 인류애 정신을 억류하는 것은 '불법적'라는 항의 서한을 발송하고, 이스라엘에 의한 봉쇄는 중지되어야 한다고 반복했다. 영국 의회는 자국 승객에 대한 이스라엘의 불법적인 납치에 대해 공식적인 의사일정을 잡았다.
전직 말레이시아 수상인 마하티르 모하마드는 이스라엘과 미국 정부를 둘 다 지명하여 억류자들을 풀어주도록 가자 봉쇄 해제를 촉구하는 국제 법안 발의를 제안했다.

### 아홉 번째
1차
- 2010년 5월 30일

친팔레스타인 국제인권운동 조직인 '자유 가자 운동'과 터키의 이슬람 구호단체 '인도적 구호기금(IHH)'이 구성한 이른바 6척의 '자유 함대'(Freedom Flotilla)는 2010년 5월 30일 오전 터키 남부 섬나라 키프로스를 출발했다. IHH와 자유 가자 운동이 마련한 6척의 배에는 식품, 전동휠체어, 건축자재 등 구호품과 대다수 터키인을 비롯한 유럽의 인권운동가 등 686명이 타고 있었다. 유럽의회 이슬람계 의원 수십 명이 포함된 것으로 알려졌다.
예정대로라면 5월 31일에는 가자 항구에 도착할 예정이였다. 이스라엘군은 " 자유 함대에 가자지구 북쪽 아슈도드 항구로 뱃머리를 돌리면 구호품은 이스라엘군이 가자지구에 전달하겠다고 알렸지만 자유 함대 측이 이를 거부했다"고 주장했다. 군함 3척과 헬리콥터로 편성된 이스라엘 해군은 5월 31일 새벽 4시 30분에 2척의 고속정으로 가장 큰 터키 국적선인 마비 마르마라 호 양측에 접근하면서 배를 멈추기 위해 헬기로 특수대원을 내렸고, 긴급상황을 파악한 활동가 30 여명이 갑판 위에 모여들었다. 양측의 충돌과정에서 자유 가자 운동 측 활동가 9명이 사망했으며, 20~30여명이 부상했다.(최초에는 최소 19명이 사망하고, 60여명이 부상한 것으로 알려졌다.)
이스라엘 측이 공개한 동영상에는 활동가들은 쇠막대와 새총으로 격렬히 저항하는 장면이 담겼으며, 군인들이 진압에 나서자, 흥분한 시위대는 군인들의 권총 등을 빼앗으려 들면서 군인 1명을 바다에 빠뜨렸다고 이스라엘 국방부는 주장했다. 상황이 악화되어 이스라엘 군인 현장 지휘자가 작전본부에 발포 승인을 요청하자 "사격해도 좋다"는 승인이 떨어졌다. 이스라엘 국방부는 숨진 활동가 2명이 군인들에게 총을 쐈다고 주장했지만 확인되지 않고 있다.
자유 함대 탑승자 중 480여명은 이스라엘 남서부 아슈도드의 베르세바 감옥에 수감됐고, 강제추방에 동의한 45명은 추방됐다. 아슈도드에는 이스라엘인들이 모여 오히려 외국 정부, 언론들에 항의하는 시위를 했다. 하지만 하레츠는 "이스라엘 스스로를 외톨이로 만들어버린 2008년 가자 침공에서 아무 교훈도 얻지 못했느냐"며 정부를 비판했다.
이스라엘 정부 마크 레게브 대변인은 영국 BBC와의 인터뷰에서 "배에 있던 운동가들이 먼저 쇠파이프와 칼을 휘두르며 달려들었고 총까지 쏘았다"고 주장했다. 그러나 자유 가자 운동 지도부의 그레타 베를린 씨는 "명백한 거짓말이다. 운동가들은 배를 빼앗기지 않기 위해 기관실과 엔진실을 지키려고 했을 뿐"이라고 반박했다. 이스라엘 병사 5 ~ 10명도 다친 것으로 알려졌다.
이스라엘 정부는 매주 구호품 15,000t을 가자 지구에 들여보내고 있다고 주장하지만 유엔은 그 정도는 가자 지구 사람들에게 필요한 수준의 4분의 1밖에 안 된다고 지적했다. 이 때문에 가자 지구 주민들은 이집트 쪽으로 판 땅굴들을 통해 필요한 물품을 몰래 들여오고 있다. 자유 가자 운동은 2008년 9월부터 이날까지 모두 9차례에 걸쳐 해상으로 가자 지구에 구호품을 전달하려는 시도를 했고 이번이 가장 큰 규모다.
하마스는 전 세계 이슬람인의 궐기를 촉구했고, 마흐무드 압바스 팔레스타인 자치정부 수반은 '학살'로 규정하며 사흘간의 애도 기간을 선포했다.
자국민 사상자가 많았던 터키 이스탄불에서는 시민 1만여 명이 이스라엘 규탄시위를 벌였다. 남미를 순방 중이던 레제프 타이이프 에르도안 터키 총리도 일정을 취소하고 급거 귀국했다. 프랑스 스웨덴 스페인 오스트리아 등은 자국 주재 이스라엘대사를 소환했고, 러시아 영국 독일 이탈리아 등은 이스라엘의 행위를 개탄했다. 그리스는 이스라엘과의 군사훈련을 중단한다고 밝혔다. 반기문 유엔 사무총장은 "큰 충격을 받았다"며 철저한 진상조사를 요구했다. 미국 정부는 깊은 유감을 표명하면서 "이번 비극이 벌어진 정황을 파악하는 중"이라고 밝혔다.
2차
- 2010년 6월

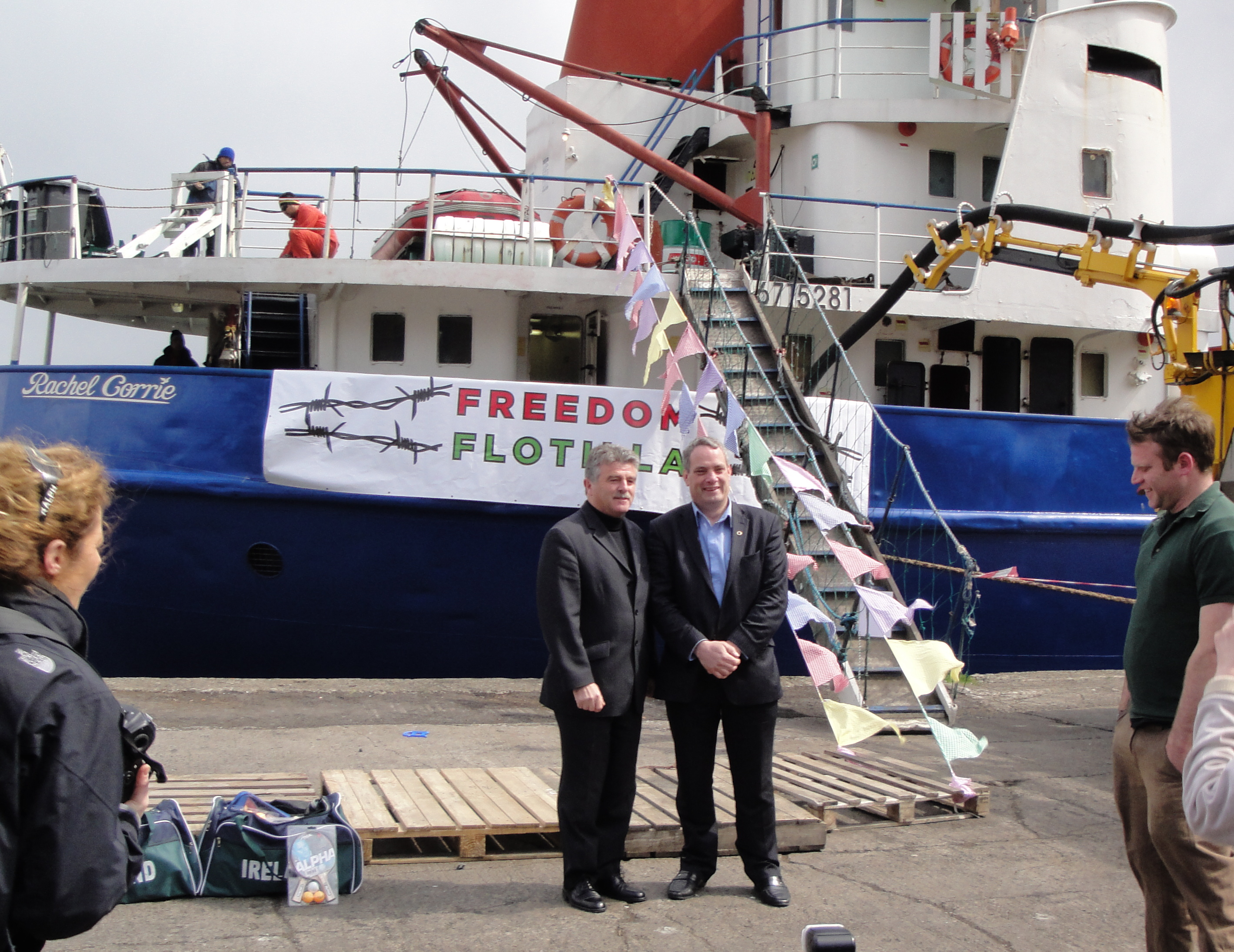
레이철 코리 호 앞에 자유 함대가 출발하기 전 아일랜드 신페인당의 "앵구스 오 소노대" - 주택, 정의, 평등, 인권 및 국제 문제 대변인

'자유 가자 운동'은 애초 8척의 구호선을 키프로스에서 가자 지구로 동시 출발시키려 했으나 기술적인 이유로 '레이철 코리' 등 2척의 선박은 다른 6척에 비해 출항이 지연됐다.
2010년 6월 5일 낮 12시 30분 경 의약품과 건설자재 1,000톤을 실은 아일랜드 구호선 레이철 코리호가 가자 지구에서 약 30km 떨어진 공해상까지 접근하자, 이스라엘은 해군 특공대를 투입해 선박통제권을 장악했다. 특공대 투입 당시 이 배에는 메어리드 코리건 등 활동가 11명과 승무원 9명이 탑승하고 있었으나 유혈충돌은 발생하지 않았다고 전해졌다.
이스라엘군은 나포한 레이철 코리 호를 아슈도드 항으로 압송했다.

### 구호선 공격 사건

구호선 공격사건시 자유함대(녹색)와 이스라엘군(붉은색) 추정 항해경로

2010년 5월 31일 이스라엘 특수부대가 팔레스타인 가자지구로 향하던 국제 구호선 '자유 함대'(Freedom Flotilla)를 공해상에서 공격해 9명이 숨진 사건에 대해, 이스라엘은 국제사회의 조사를 거부하고, 자체 조사위를 구성했다.
2010년 7월 12일 이스라엘 군 내부 조사위원회는 정보수집과 작전계획에 실수가 있었지만 공격은 정당했다고 발표했다. 또, 수집 및 기관간 정보 공유 부족 등을 지적하고, 격렬한 저항에 대비한 예비작전 계획도 세우지 않았다고 지적했다.
지오라 에일란드 위원장은 “정보 및 의사결정, 작전 과정에서 일부 전문적 실수를 발견했다”고 말하고, 상당한 고위층에서 실수가 있었으며 이런 실수에 대해 누구의 해임도 건의하지 않았지만, 군 고위층의 개편이 있을 수 있다고 밝혔다.
2010년 7월 27일 레제프 타이이프 에르도안 터키 총리는 영국 데이비드 캐머런 총리와 합동 기자회견에서 이스라엘의 가자 구호선 급습을 “해적행위”라고 강하게 비난하며 “이스라엘은 빨리 사과하고 보상을 해야 할 뿐 아니라 가자지구 봉쇄를 풀어야 한다”고 말했다.
데이비드 캐머런 영국 총리는 이스라엘이 봉쇄하는 팔레스타인 가자지구 상황을 “정치범 수용소”와 같다고 표현하면서 “가자 주민은 야외 감옥에 갇힌 것과 같은 상황에서 끊임없는 공격과 압박 속에서 살고 있다”며 이스라엘의 봉쇄 중단을 촉구하고, “가자지구의 상황은 바뀌어야 한다”며 “가자는 정치범 수용소로 계속 남아 있어서는 안 된다”고 이스라엘을 압박했다.

## 같이 보기
- 가자 지구
- 팔레스타인